# Лук Максимовича
Лук Максимовича (лат. Allium maximowiczii) — многолетнее травянистое растение, вид рода Лук (Allium) семейства Луковые (Alliaceae).

## Этимология
Вид назван в честь Карла Ивановича Максимовича (1827—1891), российского ботаника, академика Императорской Санкт-Петербургской Академии Наук, исследователя флоры Дальнего Востока и Японии.

## Распространение и экология
В природе ареал вида охватывает Восточную Сибирь, Дальний Восток России, Китай (провинции Хэйлунцзян, Цзилинь, Внутренняя Монголия), Японию и Северную Корею.
Произрастает на лугах и в долинах рек.

## Ботаническое описание
Луковицы цилиндрически-конические, диаметром 0,75—1 см, с сероватыми, почти бумагообразными, разламывающимися оболочками, прикреплены по нескольку к корневищу. Стебель высотой 15—60 см, при основании одетый гладкими, иногда фиолетово-окрашенными влагалищами листьев.
Листья в числе 1—2, цилиндрические, дудчатые, шириной 1—5 мм, гладкие, немного короче стебля.
Чехол коротко заострённый, немного короче зонтика, остающийся. Зонтик полушаровидный или шаровидный, многоцветковый, густой. Цветоножки почти равные, в полтора—три раза длиннее околоцветника, при основании без прицветников. Листочки колокольчатого околоцветника блестящие, розовые, с более тёмной жилкой, продолговато-ланцетные, острые, длиной 5—7 мм Нити тычинок немного короче или едва длиннее листочков околоцветника, при основании между собой и околоцветником сросшиеся, цельные, наружные шиловидные, внутренние от основания постепенно суженные. Столбик немного выдается из околоцветника.
Коробочка в полтора раза короче околоцветника.

### Таксономия
Вид Лук Максимовича входит в род Лук (Allium) семейства Луковые (Alliaceae) порядка Спаржецветные (Asparagales).
|  |                                      |  |                                                             |                                                             |                   |  | ещё 24 семейства (согласно Системе APG II) | ещё 24 семейства (согласно Системе APG II) |                     |  |  |  | ещё более 870 видов |
|  |                                      |  |                                                             |                                                             |                   |  | ещё 24 семейства (согласно Системе APG II) | ещё 24 семейства (согласно Системе APG II) |                     |  |  |  | ещё более 870 видов |
|  |                                      |  |                                                             | порядок Спаржецветные                                       |                   |  |                                            |                                            | род Лук             |  |  |  |                     |
|  |                                      |  |                                                             | порядок Спаржецветные                                       |                   |  |                                            |                                            | род Лук             |  |  |  |                     |
|  | отдел Цветковые, или Покрытосеменные |  |                                                             |                                                             | семейство Луковые |  |                                            |                                            | вид Лук Максимовича |  |  |  |                     |
|  | отдел Цветковые, или Покрытосеменные |  |                                                             |                                                             | семейство Луковые |  |                                            |                                            |                     |  |  |  |                     |
|  |                                      |  | ещё 44 порядка цветковых растений (согласно Системе APG II) | ещё 44 порядка цветковых растений (согласно Системе APG II) |                   |  |                                            | ещё около 300 родов                        | ещё около 300 родов |  |  |  |                     |
|  |                                      |  |                                                             | ещё 44 порядка цветковых растений (согласно Системе APG II) |                   |  |                                            |                                            | ещё около 300 родов |  |  |  |                     |